# Atopophrynus syntomopus
Atopophrynus syntomopus is een kikker uit de superfamilie Brachycephaloidea. Het is de enige soort uit het geslacht Atopophrynus.
De soort en het geslacht Atopophrynus werden voor het eerst wetenschappelijk beschreven door John Douglas Lynch en Pedro M. Ruíz-Carranza in 1982.
De kikker behoorde lange tijd tot de familie Strabomantidae, maar deze familie wordt tegenwoordig niet meer erkend. Atopophrynus syntomopus is niet ingedeeld bij een van de onderfamilies van de Craugastoridae.
De kikker is endemisch in Colombia, de soort is bekend uit een relatief klein gebied ruim 2500 meter boven zeeniveau in de Cordillera Central. Atopophrynus syntomopus werd aangetroffen in de omgeving van water op een rotsige ondergrond, het is een bodembewonende soort. Sinds de soort is beschreven is de kikker niet meer gezien; vermoed wordt dat de soort een groter verspreidingsgebied heeft. Vanwege veiligheidsredenen in het natuurlijke leefgebied wordt verder onderzoek verhinderd.
Onderfamilies

Ceuthomantinae ·
Craugastorinae ·
Holoadeninae